# Haplophylax
Haplophylax là một chi bướm đêm thuộc họ Cosmopterigidae.